# Unterseeboot UB-102
Pour les autres navires du même nom, voir Unterseeboot 102.
L'Unterseeboot UB-102 est un sous-marin (U-Boot) allemand de type UB III utilisé par la Kaiserliche Marine pendant la Première Guerre mondiale. Il est mis en service dans la marine impériale allemande le 17 octobre 1918.
L'UB-102 s’est rendu à l’Italie le 22 novembre 1918 et il fut démantelé à La Spezia en juillet 1919.

## Conception
Comme tous les sous-marins de type UB III, l'UB-102 avait un déplacement de 510 tonnes en surface et de 640 tonnes en immersion. Ses moteurs lui permettaient de naviguer à 13 nœuds (24 km/h) en surface et à 7,4 nœuds (13,7 km/h) en immersion. Il avait une autonomie de 7120 milles marins (13190 km) à sa vitesse de croisière. L'UB-102 transportait 10 torpilles et était armé d’un canon de pont de 10,5 cm. L'UB-102 avait un équipage pouvant compter jusqu’à 3 officiers et 31 hommes.

## Historique des services
L'UB-102 a été construit par AG Vulcan de Hambourg. Après un peu moins d’un an de construction, il a été lancé à Hambourg le 13 septembre 1918. Il a été mis en service plus tard la même année.

## Commandants
- Oberleutnant zur See Konrad Limann[4] : du 17 octobre au 11 novembre 1918